# Orbacém
Orbacém est une ancienne paroisse civile portugaise (en portugais : freguesia) de la municipalité de Caminha dans le district de Viana do Castelo. En 2013, Orbacém fusionne avec Gondar pour former Gondar e Orbacém.

## Géographie
Orbacém est située dans une vallée formée par le fleuve Âncora, au pied de la serra de Arga.

## Histoire
Orbacém apparaît au Xe siècle sous le nom de Erbcazaim, qui deviendra Ervecem au XIVe siècle puis Orbacém.
En 1968, Orbacém perd plus de la moitié de sa population et de son territoire avec la création de la paroisse de Dem.
La loi no 11-A/2013 du 28 janvier 2013, portant réorganisation administrative du territoire des freguesias, fusionne Orbacém avec la paroisse voisine de Gondar pour former l’União das freguesias de Gondar e Orbacém (dont le siège est à Gondar).